# American Antiquarian Society

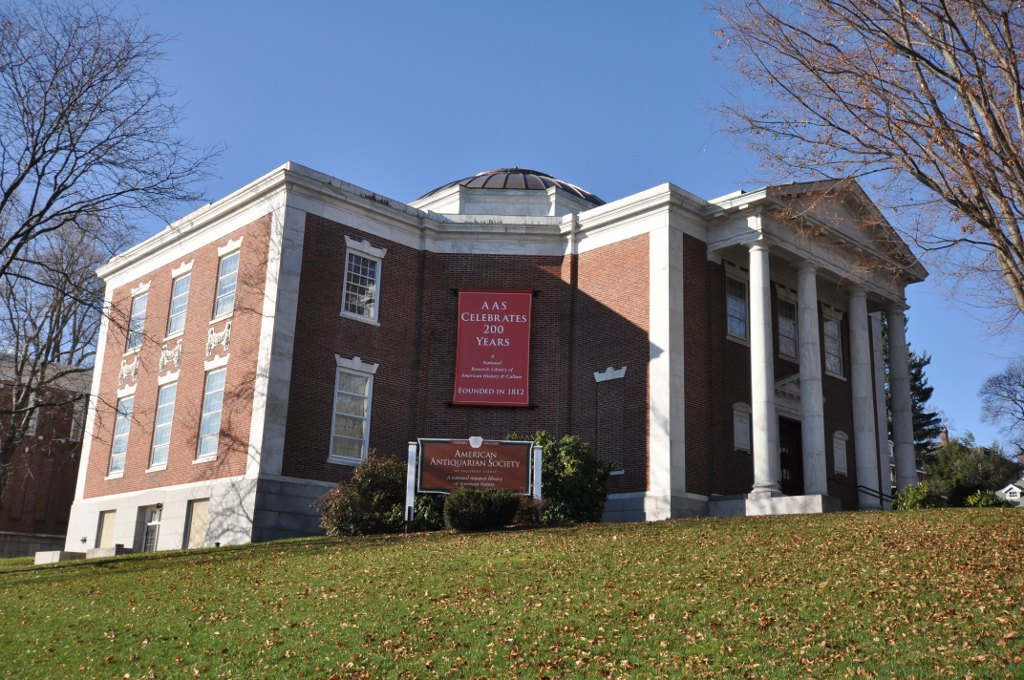
A American Antiquarian Society

A American Antiquarian Society (AAS), localizada em Worcester, Massachusetts, é uma sociedade erudita e uma biblioteca nacional de pesquisa da história e cultura americanas anteriores ao século XX. Fundada em 1812, é a sociedade histórica mais antiga dos Estados Unidos com foco nacional. Seu edifício principal, conhecido como Antiquarian Hall, é um marco histórico nacional dos EUA em reconhecimento a esse legado. A missão da AAS é coletar, preservar e disponibilizar para estudo todos os registros impressos do que hoje é conhecido como Estados Unidos da América. Isso inclui materiais do primeiro assentamento europeu até o ano de 1876.
A AAS oferece programas para acadêmicos profissionais, pré-universitários, estudantes de graduação e pós-graduação, educadores, artistas profissionais, escritores, genealogistas e o público em geral. A AAS tem muitas coleções digitais disponíveis, incluindo "A New Nation Votes: American Election Returns 1788–1824".
As coleções da AAS contêm mais de três milhões de livros, panfletos, jornais, periódicos, materiais de artes gráficas e manuscritos. Estima-se que a Sociedade detenha cópias de dois terços do total de livros que se sabe terem sido impressos no que hoje são os Estados Unidos desde o estabelecimento da primeira prensa em 1640 até o ano de 1820; muitos desses volumes são extremamente raros e alguns deles são únicos. Materiais históricos de todos os cinquenta estados dos EUA, a maior parte do Canadá e das Índias Ocidentais Britânicas estão incluídos no repositório AAS. Um dos volumes mais famosos mantidos pela Sociedade é uma cópia do primeiro livro impresso na América, o Bay Psalm Book. AAS tem uma das maiores coleções de jornais impressos na América até 1876, com mais de dois milhões de edições em sua coleção. Suas coleções contêm a primeira revista feminina americana editada por uma mulher, The Humming Bird, ou Herald of Taste.